# Andrés Bello (Trujillo)
Andrés Bello is een gemeente in de Venezolaanse staat Trujillo. De gemeente telt 18.900 inwoners. De hoofdplaats is Santa Isabel.